# Giải Viện Hàn lâm Nhật Bản lần thứ 47
Giải Viện Hàn lâm Nhật Bản lần thứ 47 (第47回日本アカデミー賞 dai 47 kai nihon akademishou) là lễ trao giải lần thứ 47 của Giải Viện Hàn lâm Nhật Bản, giải thưởng được trao bởi Viện Hàn lâm Nhật Bản và Hiệp hội Sho để vinh danh những tác phẩm, sự cống hiến trong quá trình làm phim. Lễ trao giải diễn ra vào ngày 8 tháng 3 năm 2024 tại Grand Prince Hotel Shin Takanawa, Tokyo. Hatori Shinichi, một phát thanh viên tự do cùng với nữ diễn viên Kishii Yukino đóng vai trò là người dẫn chương trình tại lễ trao giải.
Các hạng mục đề cử được công bố vào ngày 25 tháng 1 năm 2024. Godzilla Minus One dẫn đầu với 12 đề cử, theo sau là Monster và Mom, Is That You?! với 11 đề cử.

## Đề cử và đoạt giải

### Giải thưởng
| Phim điện ảnh xuất sắc của năm | Phim hoạt hình xuất sắc của năm |
| --- | --- |
| - Godzilla Minus One - Kaibutsu - Mom, Is That You?! - Fukudamura jiken - Perfect Days | - Thiếu niên và chim diệc - The Birth of Kitaro: The Mystery of GeGeGe - Totto-chan: Cô bé bên cửa sổ - Thám tử lừng danh Conan: Tàu ngầm sắt màu đen - Blue Giant |
| Đạo diễn xuất sắc nhất của năm | Biên kịch xuất sắc nhất của năm |
| - Wim Wenders – Perfect Days - Kore-eda Hirokazu – Kaibutsu - Narita Yōichi – Nếu gặp lại em trên ngọn đồi hoa nở - Mori Tatsuya – Fukudamura jiken - Yamazaki Takashi – Godzilla Minus One | - Yamazaki Takashi – Godzilla Minus One - Saeki Toshimichi, Inoue Jun'ichi và Arai Haruhiko – Fukudamura jiken - Tsubaki Michio – Shylock's Children - Hashimoto Hiroshi – Nếu gặp lại em trên ngọn đồi hoa nở - Yamada Yoji và Asahara Yūzō – Mom, Is That You?!                                                 |
| Nam diễn viên chính xuất sắc nhất | Nữ diễn viên chính xuất sắc nhất |
| - Koji Yakusho – Perfect Days - Sadao Abe – Shylock's Children - Ryunosuke Kamiki – Godzilla Minus One - Ryohei Suzuki – Egoist - Koshi Mizukami – Nếu gặp lại em trên ngọn đồi hoa nở      | - Sakura Ando – Kaibutsu - Haruka Ayase – Revolver Lily - Hana Sugisaki – Ichiko - Minami Hamabe – Godzilla Minus One - Sayuri Yoshinaga – Mom, Is That You?! |
| Nam diễn viên phụ xuất sắc nhất | Nữ diễn viên phụ xuất sắc nhất |
| - Hayato Isomura – The Moon - Kentarō Itō – Nếu gặp lại em trên ngọn đồi hoa nở - Yo Oizumi – Mom, Is That You?! - Ryo Kase – Kubi - Masaki Suda – Father of the Milky Way Railroad         | - Sakura Ando – Godzilla Minus One - Aya Ueto – Shylock's Children - Mei Nagano – Mom, Is That You?! - Minami Hamabe – Shin Kamen Rider - Keiko Matsuzaka – Nếu gặp lại em trên ngọn đồi hoa nở |
| Âm nhạc xuất sắc nhất | Quay phim xuất sắc nhất |
| - Hiromi Uehara – Blue Giant - Takeshi Kobayashi – Kirie no Uta - Ryuichi Sakamoto – Kaibutsu - Naoki Satō – Godzilla Minus One - Akira Senju – Mom, Is That You?!                          | - Kōzō Shibasaki – Godzilla Minus One - Ryūto Kondō – Kaibutsu - Akira Sakō – Vương giả thiên hạ 3: Ngọn lửa định mệnh - Shinji Chikamori – Mom, Is That You?! - Takeshi Hamada – Kubi |
| Đạo diễn ánh sáng xuất sắc nhất | Chỉ đạo nghệ thuật xuất sắc nhất |
| - Nariyuki Ueda – Godzilla Minus One - Eiji Oshita – Kaibutsu - Hiroyuki Kase – Vương giả thiên hạ 3: Ngọn lửa định mệnh - Masato Tsuchiyama – Mom, Is That You?! - Hitoshi Takaya – Kubi   | - Anri Jōjō – Godzilla Minus One - Yukiharu Seshimo – Kubi - Takashi Nishimura – Mom, Is That You?! - Hajime Hashimoto – The Legend and Butterfly - Keiko Mitsumatsu and Hyeon Seon-seo – Kaibutsu |
| Thu âm xuất sắc nhất | Biên tập xuất sắc nhất |
| - Hisafumi Takeuchi – Godzilla Minus One - Kentarō Suzuki – Nếu gặp lại em trên ngọn đồi hoa nở - Yasuo Takano – Kubi - Kazuhiko Tomita – Kaibutsu - Shōta Nagamura – Mom, Is That You?!    | - Ryūji Miyajima – Godzilla Minus One - Norihiro Iwama – Nếu gặp lại em trên ngọn đồi hoa nở - Takeshi Kitano and Yoshinori Ōta – Kubi - Hirokazu Kore-eda – Kaibutsu - Hiroshi Sugimoto – Mom, Is That You?! |
| Phim nước ngoài xuất sắc nhất | Diễn viên triển vọng của năm |
| - Nhiệm vụ: Bất khả thi – Nghiệp báo phần 1 - Vầng trăng máu - Barbie - Driving Madeleine - Tár                                                                                             | - Aina the End – Kirie no Uta - Hiyori Sakurada – Our Secret Diary - Nanoka Hara – Don't Call It Mystery - Haruka Fukuhara – Nếu gặp lại em trên ngọn đồi hoa nở - Ichikawa Somegorō VIII – The Legend and Butterfly - Sōya Kurokawa – Kaibutsu - Fumiya Takahashi – Our Secret Diary - Hinata Hiiragi – Kaibutsu |
| Giải thưởng Đặc biệt | Giải thưởng Thành tích từ Chủ tịch Hiệp hội |
| - Cine Bazar - Tokyo Laboratory | - Norimichi Igawa - Masaharu Ueda - Akira Kobayashi - Tadashi Sakai - Yōichi Higashi - Kazuo Yabe |
| Giải thưởng Đặc biệt từ Hiệp hội | Giải thưởng Đặc biệt từ Chủ tịch Hiệp hội |
| - Kōji Ōmura - Yumiko Kuga - Teruyuki Hyakusoku - Keizō Murase | - Sakamoto Ryūichi - Shūji Abe |